# Gran Premio di superbike di Donington 1998
Il Gran Premio di superbike di Donington 1998 è stata la seconda prova su dodici del campionato mondiale Superbike 1998, è stato disputato il 13 aprile sul circuito di Donington Park e ha visto la vittoria di Noriyuki Haga in gara 1, lo stesso pilota si è ripetuto anche in gara 2.
La vittoria nella gara valevole per il campionato mondiale Supersport, prima prova della stagione, è stata invece ottenuta da Paolo Casoli.

## Risultati

### Gara 1

#### Arrivati al traguardo[4]
| Pos. | Nº  | Pilota               | Squadra              | Motocicletta | Giri | Tempo     | Griglia | Punti |
| ---- | --- | -------------------- | -------------------- | ------------ | ---- | --------- | ------- | ----- |
| 1º   | 41  | Noriyuki Haga        | Yamaha World SBK     | Yamaha       | 25   | 39:41.163 | 9º      | 25    |
| 2º   | 11  | Troy Corser          | Ducati ADVF          | Ducati       | 25   | +0:04.030 | 1º      | 20    |
| 3º   | 7   | Pierfrancesco Chili  | Ducati ADVF          | Ducati       | 25   | +0:10.158 | 6º      | 16    |
| 4º   | 111 | Aaron Slight         | Castrol Honda        | Honda        | 25   | +0:10.509 | 3º      | 13    |
| 5º   | 4   | Akira Yanagawa       | Kawasaki Racing      | Kawasaki     | 25   | +0:15.809 | 2º      | 11    |
| 6º   | 45  | Colin Edwards        | Castrol Honda        | Honda        | 25   | +0:17.845 | 5º      | 10    |
| 7º   | 2   | Carl Fogarty         | Ducati Performance   | Ducati       | 25   | +0:21.616 | 14º     | 9     |
| 8º   | 8   | James Whitham        | Suzuki WSB           | Suzuki       | 25   | +0:24.944 | 12º     | 8     |
| 9º   | 6   | Peter Goddard        | Suzuki WSB           | Suzuki       | 25   | +0:25.207 | 8º      | 7     |
| 10º  | 51  | Steve Hislop         | Cadbury Boost Yamaha | Yamaha       | 25   | +0:25.400 | 10º     | 6     |
| 11º  | 42  | Chris Walker         | Kawasaki UK          | Kawasaki     | 25   | +0:36.346 | 11º     | 5     |
| 12º  | 5   | Neil Hodgson         | Kawasaki Racing      | Kawasaki     | 25   | +0:45.330 | 16º     | 4     |
| 13º  | 44  | Scott Russell        | Yamaha World SBK     | Yamaha       | 25   | +0:45.696 | 17º     | 3     |
| 14º  | 9   | Piergiorgio Bontempi | Kawasaki Bertocchi   | Kawasaki     | 25   | +0:45.832 | 19º     | 2     |
| 15º  | 38  | James Haydon         | Crescent Suzuki      | Suzuki       | 25   | +0:52.390 | 13º     | 1     |
| 16º  | 37  | Terry Rymer          | Crescent Suzuki      | Suzuki       | 25   | +0:52.873 | 21º     |       |
| 17º  | 22  | Ian Simpson          | V&M Honda            | Honda        | 25   | +1:14.500 | 24º     |       |
| 18º  | 39  | Alessandro Gramigni  | Gattolone Racing     | Ducati       | 25   | +1:26.297 | 23º     |       |
| 19º  | 19  | Lucio Pedercini      | Team Pedercini       | Ducati       | 25   | +1:34.743 | 22º     |       |
| 20º  | 13  | Jamie Robinson       | GSE Ducati           | Ducati       | 24   | +1 giro   | 25º     |       |
| 21º  | 15  | Igor Jerman          | Team Bertocchi       | Kawasaki     | 24   | +1 giro   | 26º     |       |
| 22º  | 10  | Andrew Stroud        | Andrew Stroud Racing | Kawasaki     | 24   | +1 giro   | 29º     |       |
| 23º  | 52  | Oddgeir Havnen       | Havnen               | Honda        | 24   | +1 giro   | 31º     |       |

#### Ritirati
| Nº | Pilota             | Squadra              | Motocicletta | Giri | Griglia |
| -- | ------------------ | -------------------- | ------------ | ---- | ------- |
| 21 | Jean-Marc Delétang | Yamaha Motor France  | Yamaha       | 19   | 28º     |
| 25 | Sean Emmett        | Reve Red Bull Ducati | Ducati       | 16   | 15º     |
| 27 | Frédéric Protat    | FP Racing            | Honda        | 10   | 27º     |
| 32 | Troy Bayliss       | GSE Ducati           | Ducati       | 3    | 20º     |
| 35 | Gregorio Lavilla   | De Cecco Racing      | Ducati       | 1    | 4º      |
| 31 | Niall Mackenzie    | Cadbury Boost Yamaha | Yamaha       | 1    | 7º      |

### Gara 2

#### Arrivati al traguardo[5]
| Pos. | Nº  | Pilota               | Squadra              | Motocicletta | Giri | Tempo     | Griglia | Punti |
| ---- | --- | -------------------- | -------------------- | ------------ | ---- | --------- | ------- | ----- |
| 1º   | 41  | Noriyuki Haga        | Yamaha World SBK     | Yamaha       | 25   | 39:35.544 | 9º      | 25    |
| 2º   | 11  | Troy Corser          | Ducati ADVF          | Ducati       | 25   | +0:01.524 | 1º      | 20    |
| 3º   | 2   | Carl Fogarty         | Ducati Performance   | Ducati       | 25   | +0:08.214 | 14º     | 16    |
| 4º   | 111 | Aaron Slight         | Castrol Honda        | Honda        | 25   | +0:15.025 | 3º      | 13    |
| 5º   | 7   | Pierfrancesco Chili  | Ducati ADVF          | Ducati       | 25   | +0:18.758 | 6º      | 11    |
| 6º   | 31  | Niall Mackenzie      | Cadbury Boost Yamaha | Yamaha       | 25   | +0:19.253 | 7º      | 10    |
| 7º   | 45  | Colin Edwards        | Castrol Honda        | Honda        | 25   | +0:19.304 | 5º      | 9     |
| 8º   | 8   | James Whitham        | Suzuki WSB           | Suzuki       | 25   | +0:25.956 | 12º     | 8     |
| 9º   | 51  | Steve Hislop         | Cadbury Boost Yamaha | Yamaha       | 25   | +0:32.259 | 10º     | 7     |
| 10º  | 6   | Peter Goddard        | Suzuki WSB           | Suzuki       | 25   | +0:33.457 | 8º      | 6     |
| 11º  | 44  | Scott Russell        | Yamaha World SBK     | Yamaha       | 25   | +0:42.292 | 17º     | 5     |
| 12º  | 42  | Chris Walker         | Kawasaki UK          | Kawasaki     | 25   | +0:44.433 | 11º     | 4     |
| 13º  | 9   | Piergiorgio Bontempi | Kawasaki Bertocchi   | Kawasaki     | 25   | +0:48.476 | 19º     | 3     |
| 14º  | 38  | James Haydon         | Crescent Suzuki      | Suzuki       | 25   | +0:51.432 | 13º     | 2     |
| 15º  | 37  | Terry Rymer          | Crescent Suzuki      | Suzuki       | 25   | +1:02.060 | 21º     | 1     |
| 16º  | 4   | Akira Yanagawa       | Kawasaki Racing      | Kawasaki     | 25   | +1:12.572 | 2º      |       |
| 17º  | 39  | Alessandro Gramigni  | Gattolone Racing     | Ducati       | 25   | +1:18.413 | 23º     |       |
| 18º  | 22  | Ian Simpson          | V&M Honda            | Honda        | 25   | +1:26.455 | 24º     |       |
| 19º  | 15  | Igor Jerman          | Team Bertocchi       | Kawasaki     | 25   | +1:35.756 | 26º     |       |
| 20º  | 19  | Lucio Pedercini      | Team Pedercini       | Ducati       | 25   | +1:43.460 | 22º     |       |
| 21º  | 13  | Jamie Robinson       | GSE Ducati           | Ducati       | 25   | +1:48.243 | 25º     |       |
| 22º  | 21  | Jean-Marc Delétang   | Yamaha Motor France  | Yamaha       | 25   | +1:51.181 | 28º     |       |
| 23º  | 27  | Frédéric Protat      | FP Racing            | Honda        | 25   | +2:29.612 | 27º     |       |

#### Ritirati
| Nº | Pilota           | Squadra              | Motocicletta | Giri | Griglia |
| -- | ---------------- | -------------------- | ------------ | ---- | ------- |
| 5  | Neil Hodgson     | Kawasaki Racing      | Kawasaki     | 20   | 16º     |
| 35 | Gregorio Lavilla | De Cecco Racing      | Ducati       | 10   | 4º      |
| 25 | Sean Emmett      | Reve Red Bull Ducati | Ducati       | 10   | 15º     |
| 52 | Oddgeir Havnen   | Havnen               | Honda        | 10   | 31º     |
| 32 | Troy Bayliss     | GSE Ducati           | Ducati       | 2    | 20º     |
| 10 | Andrew Stroud    | Andrew Stroud Racing | Kawasaki     | 0    | 29º     |

### Supersport

#### Arrivati al traguardo
| Pos. | Nº | Pilota                | Squadra              | Motocicletta | Giri | Tempo     | Punti |
| ---- | -- | --------------------- | -------------------- | ------------ | ---- | --------- | ----- |
| 1º   | 1  | Paolo Casoli          | Ducati Performance   | Ducati       | 23   | 38'01.766 | 25    |
| 2º   | 3  | Yves Briguet          | Endoug Marchesi Cor. | Ducati       | 23   | +0.287    | 20    |
| 3º   | 5  | Massimo Meregalli     | Yamaha Belgarda      | Yamaha       | 23   | +13.135   | 16    |
| 4º   | 2  | Vittoriano Guareschi  | Yamaha Belgarda      | Yamaha       | 23   | +14.319   | 13    |
| 5º   | 17 | Pere Riba             | Garella Racing       | Ducati       | 23   | +14.962   | 11    |
| 6º   | 8  | Fabrizio Pirovano     | Alstare Corona       | Suzuki       | 23   | +15.120   | 10    |
| 7º   | 9  | Wilco Zeelenberg      | Yamaha Dee Cee J.RT  | Yamaha       | 23   | +28.782   | 9     |
| 8º   | 4  | Stéphane Chambon      | Alstare Corona       | Suzuki       | 23   | +37.278   | 8     |
| 9º   | 67 | Howard Whitby         | Nicmonira Racing     | Honda        | 23   | +42.472   | 7     |
| 10º  | 24 | Bernard Garcia        | II Brothers Racing   | Ducati       | 23   | +46.130   | 6     |
| 11º  | 11 | Giovanni Bussei       | Suzuki Italy         | Suzuki       | 23   | +46.641   | 5     |
| 12º  | 21 | Roberto Teneggi       | Falappa Ghelfi       | Ducati       | 23   | +48.710   | 4     |
| 13º  | 56 | Thomas Körner         | Team K               | Kawasaki     | 23   | +52.651   | 3     |
| 14º  | 55 | Jörg Teuchert         | Zweirad Teuchert     | Yamaha       | 23   | +52.711   | 2     |
| 15º  | 6  | Mario Innamorati      | Kawasaki Team Italia | Kawasaki     | 23   | +59.137   | 1     |
| 16º  | 62 | Steve Plater          | Sanyo Honda          | Honda        | 23   | +1'00.478 |       |
| 17º  | 59 | Philip McCallam       | Motorcycle City      | Honda        | 23   | +1'00.873 |       |
| 18º  | 54 | Dean Thomas           | GR Suzuki            | Suzuki       | 23   | +1'02.214 |       |
| 19º  | 16 | Sébastien Charpentier | Honda Reflex         | Honda        | 23   | +1'03.600 |       |
| 20º  | 33 | Robert Ulm            | Sebring Yamaha Aus.  | Yamaha       | 23   | +1'03.717 |       |
| 21º  | 18 | Cristiano Migliorati  | Endoug Marchesi Cor. | Ducati       | 23   | +1'09.701 |       |
| 22º  | 81 | Phil Borley           | Team Borley          | Honda        | 23   | +1'11.785 |       |
| 23º  | 50 | Karl Muggeridge       | Seeley Motorsport    | Honda        | 23   | +1'25.950 |       |

#### Ritirati
| Nº | Pilota               | Squadra            | Motocicletta | Giri |
| -- | -------------------- | ------------------ | ------------ | ---- |
| 41 | Michaël Paquay       | Castrol Honda      | Honda        | 22   |
| 64 | Andy Pallot          | D&E Racing         | Honda        | 21   |
| 23 | Marc Garcia          | II Brothers Racing | Ducati       | 12   |
| 15 | Jean-Philippe Ruggia | Bimota Tamoil      | Bimota       | 12   |
| 37 | Serafino Foti        | Bimota Tamoil      | Bimota       | 10   |
| 7  | Ferdinando Di Maso   | Garella Racing     | Ducati       | 9    |
| 53 | Glen Richards        | D&E Racing         | Honda        | 7    |
| 61 | Paul Brown           | Sanyo Honda        | Honda        | 7    |
| 51 | John Crawford        | Crescent Suzuki    | Suzuki       | 5    |
| 35 | Mauro Lucchiari      | De Cecco Racing    | Ducati       | 3    |
| 52 | James Toseland       | Castrol Honda      | Honda        | 1    |
| 34 | Giuseppe Fiorillo    | Suzuki Italia      | Suzuki       | 1    |